# Les Alleuds (Deux-Sèvres)
Les Alleuds era una comuna francesa situada en el departamento de Deux-Sèvres, de la región de Nueva Aquitania, que el uno de enero de 2017 pasó a ser una comuna delegada de la comuna nueva de Alloinay al unirse con la comuna de Gournay-Loizé.

## Demografía
| Gráfica de evolución demográfica de Les Alleuds entre 1800 y 2014 |
|                                                                   |

Los datos demográficos contemplados en este gráfico de la comuna de Les Alleuds se han cogido de 1800 a 1999 de la página francesa EHESS/Cassini, y los demás datos de la página del INSEE.